# Cratere Halba
Halba  è un cratere sulla superficie di Marte.